# Undeniable

Undeniable é o segundo (e primeiro independente) álbum de estúdio da cantora Americana Raven-Symoné. Diferente de seu primeiro álbum, Here's to New Dreams onde prevalecia o estilo kid-rap, Raven, utilizou desse álbum para mostrar sua capacidade vocal, apesar de ter mantido-se fiel as suas raízes do rap. O álbum foi lançado em 4 de maio de 1999 e vendeu cerca de 21,000 cópias.

## Processo Criativo
Após uma breve pausa, em 1996, ela co-fundou juntamente com seu pai, Christopher Pearman, a RayBlaize Records e assinou um acordo com a Crash Records em 1997. Após isso, iniciou-se o processo de criação do álbum, onde Raven escreveu diversas músicas. Uma das canções do álbum "I Love You", foi composta por Stevie Wonder, especialmente para ela. O álbum traz o single "With a Child's Heart", que ganhou três versões e seus três respectivos videoclipes. Enquanto seu álbum anterior, foi principalmente focado no rap, este álbum ficou mais centrado na sua capacidade vocal, mantendo-se fiel às suas músicais raízes antigas. Este álbum, em termos de vendas, fez pior do que o seu antecessor, apesar da boa promoção, como por exemplo a abertura dos shows da banda * NSYNC. Em 2000, Raven saiu da Crash Records e no ano seguinte, vendeu sua parte da RayBlaize Records.
O CD foi lançado apenas nos Estados Unidos e vendeu cerca de 20 mil cópias.

## Promoção
Raven-Symoné abriu diversos shows da banda *NSYNC, que estava em sua primeira turnê.
Apenas um single foi lançado, "With a Child's Heart", que ganhou três videoclipes, um para cada versão da música.

## Faixas
| #   | Título                                   | Composição                                              | Duração |
| --- | ---------------------------------------- | ------------------------------------------------------- | ------- |
| 01. | "With a Child's Heart (Uptempo Version)" | Raven-Symoné, Blaize, Jerome "Rome" Jefferson           | 3:53    |
| 02. | "I Can Get Down"                         | Raven-Symoné, Blaize, Jerome "Rome" Jefferson           | 4:01    |
| 03. | "Hip Hoppers"                            | Joseph "Big Shank" Holt, Jerome "Rome" Jefferson        | 4:18    |
| 04. | "Slow Down"                              | Jerome "Rome" Jefferson                                 | 4:52    |
| 05. | "Best Friends"                           | Raven-Symoné, Jerome "Rome" Jefferson, La Kindra Pierce | 4:18    |
| 06. | "People Make The World Go Round"         | Linda Creed, Thomas Creed                               | 4:15    |
| 07. | "Bounce"                                 | Jerome "Rome" Jefferson                                 | 4:41    |
| 08. | "I Love You"                             | Stevie Wonder                                           | 4:51    |
| 09. | "Lean On Me"                             | Raven-Symoné, Jerome "Rome" Jefferson, Blaize           | 4:07    |
| 10. | "With a Child's Heart (Ballad Version)"  | Alvin Davis, Henry Cosby, Sylvia Moy, Vicky Basemore    | 5:34    |
| 11. | "Pure Love"                              | E. Day; Freddy Boy Sawyer; Jeffrey Rogers; Milton Smith | 3:31    |
| 12. | "With a Child's Heart (Utempo Remix)"    | Raven-Symoné, Blaize, Jerome "Rome" Jefferson           | 3:38    |
| 13. | "CH (International House Mix)"           | Raven-Symoné, Blaize, Jerome "Rome" Jefferson           | 4:21    |

## From Then Until

### Informações
Após o sucesso do terceiro álbum de estúdio de Raven-Symoné, This Is My Time (2004), Crash Records vendeu os direitos autorais sobre o álbum Undeniable para a gravadora TMG Records, que em 31 de Outubro de 2006, lançou o a nova edição do álbum, com o título From Then Until.  A nova edição inclui os videoclipes de "With A Child's Heart" e ainda performances até então inéditas, realizadas em 2000. Raven não teve nenhuma participação no processo desse álbum, que contém grandes falhas, como por exemplo a faixa "CH (International House Mix), que veio incompleta e ainda as três últimas faixas do álbum, sendo nenhuma da cantora. O álbum não teve nenhum tipo de divulgação e vendeu 8,000 cópias.

#### Faixas
| #   | Título                                   | Composição                                              | Duração |
| --- | ---------------------------------------- | ------------------------------------------------------- | ------- |
| 01. | "People Make The World Go Round"         | Linda Creed, Thomas Creed                               | 4:15    |
| 02. | "Best Friends"                           | Raven-Symoné, Jerome "Rome" Jefferson, La Kindra Pierce | 4:18    |
| 03. | "Slow Down"                              | Jerome "Rome" Jefferson                                 | 4:52    |
| 04. | "Hip Hoppers"                            | Joseph "Big Shank" Holt, Jerome "Rome" Jefferson        | 4:18    |
| 05. | "I Can Get Down"                         | Raven-Symoné, Jerome "Rome" Jefferson, La Kindra Pierce | 4:18    |
| 06. | "Bounce"                                 | Jerome "Rome" Jefferson                                 | 4:41    |
| 07. | "With a Child's Heart (Uptempo Version)" | Raven-Symoné, Blaize, Jerome "Rome" Jefferson           | 3:53    |
| 08. | "I Love You"                             | Stevie Wonder                                           | 4:51    |
| 09. | "Lean On Me"                             | Raven-Symoné, Jerome "Rome" Jefferson, Blaize           | 4:07    |
| 10. | "With a Child's Heart (Ballad Version)"  | Alvin Davis, Henry Cosby, Sylvia Moy, Vicky Basemore    | 5:34    |
| 11. | "Pure Love"                              | E. Day; Freddy Boy Sawyer; Jeffrey Rogers; Milton Smith | 3:31    |
| 12. | "CH (International House Mix)"           | Raven-Symoné, Blaize, Jerome "Rome" Jefferson           | 1:57    |

## Charts
| Chart                                   | Posição position |
| --------------------------------------- | ---------------- |
| ARIA Charts                             | 56               |
| Japan Oricon International Albums Chart | 34               |